# Tendreté
Ne pas confondre avec la notion de tendresse.
 (mars 2025).
La tendreté est une qualité physique recherchée pour certaines denrées alimentaires, notamment la viande, les légumes et les fruits. Dans le cas de la viande, la tendreté est considérée comme une propriété organoleptique qui conditionne les modifications de structure au cours de la mastication.
La lithologie utilise aussi la notion de tendreté au même titre que celle de dureté, notamment dans la description de gemmes comme les pierres fines. On parle de la tendreté du gypse ou de tendreté hétérogène en ce qui concerne les roches sédimentaires.
Le substantif féminin « tendreté » vient de l'adjectif « tendre » et du suffixe « -eté », qui indique une qualité, avec une possible référence à la « tenreté ».

## La tendreté et la viande
En raison de sa propriété organoleptique et de ses conséquences sur la consommation, la filière de la viande française s'intéresse à la tendreté de ses produits mais aussi à la couleur, la flaveur, la jutosité, la technique de découpe. Pour cela, elle s'aide des résultats d'études qualitatives sur la tendreté de produits carnés comme celle concernant la tendreté de la viande bovine réalisée en décembre 2009 par l'Institut de l’élevage français qui montre une satisfaction des consommateurs de la tendreté pour les viandes marinées, celles conditionnées sous vide, le faux-filet et le rumsteck.

### Facteurs déterminants
La tendreté de la viande est liée à sa teneur en collagène. Elle dépend de nombreux facteurs tenant tant à l'animal vivant (race, âge, sexe, conditions d'élevage) qu'aux conditions d'abattage et au traitement de la viande (conservation, affinage, traitements mécanique et chimique) ainsi qu'aux méthodes et au degré de cuisson. Un facteur important est la localisation du morceau dans la carcasse, d'où l'importance de la découpe. Les méthodes de cuisson sont adaptées en fonction de la tendreté des morceaux. On distingue généralement les morceaux tendres à griller ou à rôtir des moins tendres à braiser ou à bouillir.
D'après une étude de l'Inra en 2005, la tendreté du bœuf semble dépendre de quatre protéines qui influencent le cycle du calcium et donc les mécanismes de la contraction musculaire.

### Méthodes d'attendrissage

#### Méthodes physiques
Afin d'améliorer la tendreté, différentes techniques sont employées comme la stimulation électrique basse tension (inférieure à 100 volts) réalisée sur les carcasses qui permet une baisse du pH de la viande.